# Aulon (Creta)
Aulon (in greco antico: Ἀϝλόν?) era una città dell'antica Grecia ubicata sull'isola di Creta.

## Storia
Viene menzionata in un decreto del 480 a.C. di Gortina dove vengono concessi un certo numero di privilegi a una persona di origine straniera, forse compresi dei terreni e degli alloggi ad Aulon. Da questo decreto si è dedotto che Aulon era una città fortificata e dipendente da Gortina ma probabilmente aveva autonomia sotto alcuni aspetti. A proposito di questo rapporto tra Aulon e Gortina sono emerse analogie tra Alicarnasso e Salmaci.
Viene citata anche da Stefano di Bisanzio. Si dice fosse ubicata nella periferia di Gortina, nell'attuale Agios Deka.